# 一場れいか
一場 れいか（いちば れいか、 1976年6月30日 - ）は、日本のAV女優。カプセルエージェンシー所属。

## 略歴・人物
東京都出身。
趣味は漫画・アニメ。
2022年8月、マドンナの「MONROE」レーベルより専属女優としてAVデビュー。
2022年12月をもって専属を離れ、企画単体女優となる。

## 作品

### アダルトDVD
2022年
- 某有名企業の絶倫社長に毎晩抱かれまくっていた元美人秘書 一場れいか 46歳 あの頃の激しいSEXが忘れられなくてAVデビュー!!（8月9日、マドンナ）
- 再婚する母へ… 嫉妬した僕の止まらない中出し近親相姦（9月13日、マドンナ）
- 正統派スレンダー美人妻第3弾!! 「もう、貴方の事しか考えられないの…」 旅行先で夫の連れ子と相性抜群中出し交尾に溺れる義母（10月11日、マドンナ）
- 家族皆が巣立った実家で、母と過ごす近親相姦の日々―。（11月8日、マドンナ）
- 息子の下宿先でオモチャ扱いされた私―。同居人にひたすら犯され続けて…（12月13日、マドンナ）

2023年
- あなた、許して…。 濡れた再会 4（8月1日、アタッカーズ）
- 一場れいか MONROE専属COMPLETE BEST 8時間（8月22日、マドンナ）※ベスト盤
- 彼女に内緒で彼女の母ともヤってます… 極上妖艶美人ママREIKAの性欲編（10月10日、JET映像）
- 母子交尾【薬師温泉路】（12月5日、ルビー）

2024年
- れいか女将の好物は他人棒の中出し交尾 一場れいか（5月7日、ルビー）
- THE FIRST ANAL SEX ザ ファースト アナルセックス 一場れいか（6月4日、アタッカーズ）
- レズに堕ちていく私 ～一寸先はレズ地獄～ 一場れいか 小早川怜子（6月11日、ビビアン）
- 涙のノンストップ激イカせSEX42 一場れいか（6月11日、セレブの友）
- 第6回ママフェラ選手権（6月20日、ROCKET）
- 熟母 28 ～いじめっ子にもてあそばれた熟れた肉体～（6月25日、ながえスタイル）
- オバサンが大人のキスを教えてあげる 下品な痴熟女の濃密接吻性交 一場れいか（8月13日、BALTAN）
- 私の一番ヤリたいコト。極妻が舎弟にオトされて… 姐さん、実はドＭなんじゃありませんか?（8月27日、Vitamin/妄想族）
- 一場れいか 緊縛解禁 お宅の欠品極妻問答無用で現地回収し縄奴隷のち、服従更生致します（10月1日、山と空/妄想族）
- 妊活中にねとられて… 妊活支援センターで他人棒を挿れられ孕むほど濃ゆい精子を注ぎ込まれた妻（10月8日、JET映像）
- ギャップがエグすぎる! 上品なセレブ奥様なのにその日あった男と生ハメ中出しでイキまくる中毒女 れいか セクシーコスプレで 生ハメ中出し個人撮影 素人ハメ撮り（11月25日、ハメドリネットワークSecondEdition）
- カリ首3センチを責め抜くフェラ手コキ 3（11月26日、SEX Agent/妄想族）
- フルバックパンティでおもらし顔面騎乗（11月26日、SEX Agent/妄想族）
- 最強ビッチ大集合! 数珠つなぎ乱交SEXパーティーvol.72「お姉さんよりエッチな友達紹介してもらえますか」（11月28日、木曜だヨ!全員集合っ!!）
- 清掃員の男と強制交尾 レイプ→メス堕ち→性奴隷 7 一場れいか（12月10日、セレブの友）
- ドアップイキ顔とドアップマ●コを堪能する2画面オナニー（12月24日、SEX Agent/妄想族）
- 嫁の母と禁断性交 其の伍拾伍 妻よりもお義母さんの方がいいよ… 一場れいか（12月24日、グローバルメディアエンタテインメント）

2025年
- 寝取らせアナル承諾 現役反社組織幹部の妻が月曜から2穴家畜されてます…専業主婦・一場れいか（仮名）（1月7日、山と空/妄想族）
- 演技演出一切なし 照れて惚れるハメ撮り丸一日デート 6 一場れいか（1月14日、セレブの友）

## 出演

### YouTube
2023年
- 【熟女の履歴書】お正月スペシャル　加山なつこさん&一場れいかさんの巻 vol.1ー2023年あけましておめでとうございますー（1月1日、夕やけちゃんねる）
- 【熟女の履歴書】お正月スペシャル　加山なつこさん&一場れいかさんの巻 vol.2ー2023年あけましておめでとうございますー（1月2日、夕やけちゃんねる）
- 【熟女の履歴書】お正月スペシャル　加山なつこさん&一場れいかさんの巻 vol.3ー2023年あけましておめでとうございますー（1月3日、夕やけちゃんねる）
- 小早川怜子&一場れいか　YouTube生配信!加山なつこゲリラ参加!!（2月22日、カプセルエージェンシー公式）